# Ossian (album)
Ossian è il primo album discografico del gruppo musicale di folk tradizionale scozzese degli Ossian, pubblicato dall'etichetta discografica Springthyme Records nel 1977.

## Tracce
Brani tradizionali, eccetto dove indicato.
Lato A
1. The Corncrake (Song) / I Hae a Wife O Ma Ain (Jig) – 2:50
2. Sitting in the Stern of a Boat (Mi'm Shuidh' An Deireadh Bata) (Slow Air) – 2:55 (William MacLeod)
3. Ma Rovin Eye (Song) – 2:44
4. O Mo Dhúthaich (Oh My Country) (Gaelic Song) – 6:38 (Allan MacPhee)
5. The 72nd Highlanders Farewell Tae Aberdeen (Pipe March) / The Favourite Dram (Bumpkin) – 2:38
6. Ae Fond Kiss (Song) – 4:28 (Robert Burns)

Lato B
1. Brose and Butter (Song) / Monaghan Jig / Jackson's Bottle of Brandy (Jig) – 5:28
2. Music of Spey (Slow Air) – 3:38 (James Scott Skinner)
3. Let Me in This Ae Nicht (Song) – 5:31
4. Spootaskerry (Shetland Reels)* / The Willow Kishie** / Simon's Wart*** – 3:30 (Ian Burns* / Willie Hunter Jr.** / Willie Hunter Sr.***)
5. Oidche Mhath Leibh (Goodnight to You) (Gaelic Song) – 3:20

## Musicisti
- Billy Jackson - arpa celtica, uillean pipes, whistle, voce
- John Martin - fiddle, mandolino, violoncello, voce
- George Jackson - fiddle, mandolino, flauto, whistle, chitarra, voce
- Billy Ross - voce solista, chitarra, whistle, dulcimer

Note aggiuntive
- Peter Shepheard - produttore
- Registrato al Pan-Audio Studios di Edimburgo, Scozia
- Colin Nicolson - ingegnere delle registrazioni
- Colin Browne - design album[2]